# 李廸 (永樂進士)
李廸，陝西西安府咸寧縣（今屬西安市）人，明朝政治人物。

## 生平
永樂二年（1404年）甲申科進士。選為翰林院庶吉士，編撰永樂大典。歷官山東道監察御史。